# Lowell Edward Urbatsch
Lowell Edward Urbatsch (n. 1942) es un botánico profesor estadounidense, y un importante ilustrador. Obtuvo su Ph.D., en la Universidad de Georgia, Athens, en 1970. Es profesor de botánica en la Universidad Estatal de Luisiana. Y director de su Herbario, y uno de los cinco principales investigadores involucrados en “CyberFlora Louisiana" donde se están incorporando 1.100.000 especímenes.

## Algunas publicaciones
- Urbatsch, LE. 1976. Systematics of the Ericameria cuneata complex (Compositae: Astereae). Ed. California Botanical Society
- ----. 1978.  The Chihuahuan Desert species of Ericameria (Compositae: Astereae). ISBN 0-8071-1664-5
- ----. 1978B. The taxonomic affinities of Haplopappus linearifolius (Asteraceae-Astereae). Ed. New York Botanical Garden
- ----; BG Baldwin, MJ Donoghue. 2000. Phylogeny of the Coneflowers and Relatives (Heliantheae: Asteraceae) Based on Nuclear rDNA Internal Transcribed Spacer (ITS) Sequences and Chlorplast DNA Restriction Site Data. Systematic Botany 25: 539-565
- ----; RP Roberts, V Karaman. 2003a. Phylogenetic evaluation of Xylothamia, Gundlachia, and related genera (Asteraceae, Astereae) based on 3ETS and ITS nrDNA sequence data. Am.J. of Botany 90: 634--649
- Roberts, RP; LE Urbatsch. 2003b. Molecular phylogeny of Ericameria (Asteraceae, Astereae) based on nuclear ribosomal 3 ETS and ITS sequence data. Taxon 52: 209--228
- Mcharo, M: E Bush, D La Bonte, C Broussard, LE Urbatsch. 2003c. Molecular and morphological investigation of ornamental Liriopogons (Convallariaceae). J. of the Am. Horticultural Soc. 128: 575?577
- Roberts, RP; LE Urbatsch. 2004. Molecular Phylogeny of Chrysothamnus and Related Genera (Asteraceae, Astereae) Based on Nuclear Ribosomal 3′ ETS and ITS Sequence Data
- Pell, SK; JD Mitchell, A Randrianasolo, LE Urbatsch. 2008. Phylogenetic Split of Malagasy and African Taxa of Protorhus and Rhus (Anacardiaceae) Based on cpDNA trnL–trnF and nrDNA ETS and ITS Sequence Data. Am.Soc. of Plant Taxonomists 33(2):375-383.

### Libros
- Stones, M; LE Urbatsch. 1991. Flora of Louisiana: Watercolor Drawings by Margaret Stones. Ed. Louisiana State University Press. 220 pp.

- La abreviatura «Urbatsch» se emplea para indicar a Lowell Edward Urbatsch como autoridad en la descripción y clasificación científica de los vegetales.[2]